# عندق أصفر البطن
عندق أصفر البطن (الاسم العلمي: Nemipterus bathybius) (بالإنجليزية: Yellowbelly threadfin bream)‏ هو نوع من الأسماك يتبع جنس العندق من فصيلة العندقات.